# Crémines
Crémines ist eine politische Gemeinde im Verwaltungskreis Berner Jura des Kantons Bern in der Schweiz. Der deutsche Name Kraymingen wird heute nicht mehr verwendet.

## Geographie
Crémines liegt auf 616 m ü. M., 5 km östlich des Orts Moutier (Luftlinie). Das Dorf erstreckt sich entlang des Baches La Raus im Kettenjura, im Cornet, dem östlichen Teil des Juralängstals von Moutier, das auch den Namen Grand Val trägt.
Die Fläche des 9,4 km² grossen Gemeindegebiets umfasst einen Abschnitt des Grand Val, das im Norden durch die Jurakette des Mont Raimeux begrenzt wird. Den zentralen Teil des Gebiets bildet das Talbecken, das von der Raus durchflossen wird, in die von rechts der Bach Gaibiat mündet. Im Norden reicht das Gemeindegebiet über den von Kalkfelsen durchzogenen Steilhang des Mont Raimeux bis auf dessen Hochplateau. Auf diesem Plateau befinden sich die typischen Jurahochweiden mit einzeln oder in Gruppen stehenden grossen Fichten. Auf dem Kamm des Mont Raimeux wird mit 1250 m ü. M. der höchste Punkt von Crémines erreicht. Nach Süden erstreckt sich die Gemeindefläche in die Klus von Gänsbrunnen, ein Durchbruchstal, das im Westen vom Oberdörferberg (auf dem Boden von Crémines in der Haute Joux 1169 m ü. M.) und im Osten von der Walenmatt (bis 1200 m ü. M.) flankiert wird. Von der Gemeindefläche entfielen 1997 4 % auf Siedlungen, 53 % auf Wald und Gehölze, 42 % auf Landwirtschaft und etwas weniger als 1 % war unproduktives Land.
Zu Crémines gehören die Hofsiedlung Raimeux de Crémines (1116 m ü. M.) auf dem Hochplateau des Mont Raimeux sowie mehrere Einzelhöfe. Nachbargemeinden von Crémines sind Grandval und Corcelles im Kanton Bern, Vermes und Courrendlin im Kanton Jura sowie Welschenrohr-Gänsbrunnen im Kanton Solothurn.

## Bevölkerung
Mit 546 Einwohnern (Stand 31. Dezember 2023) gehört Crémines zu den mittelgrossen Gemeinden des Berner Juras. Von den Bewohnern sind 80,4 % französischsprachig, 14,0 % deutschsprachig und 1,7 % spanischsprachig (Stand 2000). Die Bevölkerungszahl von Crémines belief sich 1850 auf 297 Einwohner, 1900 auf 383 Einwohner. Im weiteren Verlauf pendelte sie stets im Bereich zwischen 490 und 580 Personen.

## Politik
Bei den Nationalratswahlen 2023 betrugen die Wähleranteile in Crémines (in Klammern die Veränderung im Vergleich zu den Wahlen 2019 in Prozentpunkten): SVP 33,12 % (+2,30), SP 21,65 % (+3,32), Grüne 11,42 % (+2,26), FDP 10,52 % (+3,68), EVP 5,68 % (+1,49), EDU 5,29 % (+3,85), glp 4,12 % (−1,86), Mitte 3,82 % (−15,60), SD 1,49 % (+1,49).

## Wirtschaft
Die Bevölkerung von Crémines lebte bis um 1900 von der Landwirtschaft, daneben gab es Uhrmacherei und Töpferei, vorwiegend in Heimarbeit. Mit dem Aufschwung der Werkzeugmaschinenindustrie im Tal von Moutier siedelten sich auch einige Betriebe in Crémines an. Im Lauf des 20. Jahrhunderts kamen noch eine Kartonagenfabrik und das Druckereigewerbe hinzu. In den letzten Jahrzehnten hat sich Crémines allmählich zur Wohngemeinde entwickelt.

## Verkehr
Die Gemeinde liegt an der Hauptstrasse von Moutier nach Balsthal.
Der Ort ist durch insgesamt vier Bahnstationen angebunden, alle an der seit 1. August 1908 bestehenden Bahnstrecke Solothurn–Moutier. Zwischen der eigentlichen Station Crémines und der Haltestelle Crémines Zoo liegt die Haltestelle Corcelles genau auf der Grenze der Gemeinden Crémines und Corcelles; südlich folgt dann Gänsbrunnen. Dieser Bahnhof liegt ebenfalls noch auf Gemeindegebiet von Crémines, obwohl er nach dem Ort Gänsbrunnen im Kanton Solothurn benannt ist.

## Geschichte

Luftbild von Walter Mittelholzer (1934)

Die erste schriftliche Erwähnung von Crémines erfolgte 1461 unter dem Namen Crimene, später erschien die Bezeichnung Cremin. Der Fund von Gräbern aus dem Frühmittelalter weist aber auf eine wesentlich frühere Besiedlung des Gebietes hin. Crémines unterstand bis zum Ende des 18. Jahrhunderts der Propstei Moutier-Grandval. Von 1797 bis 1815 gehörte Crémines zu Frankreich und war anfangs Teil des Département Mont-Terrible, das 1800 mit dem Département Haut-Rhin verbunden wurde. Durch den Entscheid des Wiener Kongresses kam der Ort 1815 an den Kanton Bern zum Bezirk Moutier. Seit 1967 besteht eine kommunale Zusammenarbeit der Gemeinden des Cornet bezüglich Wasserversorgung, Abwasserreinigung und Primarschule.

## Sehenswürdigkeiten
Im Ortskern sind einige typische Bauernhäuser aus dem 18. Jahrhundert erhalten geblieben. Sehenswert sind auch die charakteristischen Holzspeicher, die in der Zeit vom Beginn des 17. bis zum Ende des 18. Jahrhunderts entstanden. Das Restaurant de la Croix Blanche befindet sich in einem Gebäude, das 1810 erstellt wurde. Von 1868 stammt das im Stil des späten Klassizismus erbaute Dorfschulhaus. Crémines gehört zur evangelisch-reformierten Kirchgemeinde Grandval. Die katholische Kapelle Notre-Dame du Raimeux wurde 1935 erbaut.
Im Süden des Gemeindegebiets nahe der Grenze zum Kanton Solothurn steht eine Eibe, deren Alter vom Schweizer Dendrochronologen Patrick Gassmann auf mindestens 1'500 Jahre geschätzt wird. Sie steht in einem Wald auf etwa 1000 m Höhe oberhalb des Bahnhofs Gänsbrunnen.

## Bilder

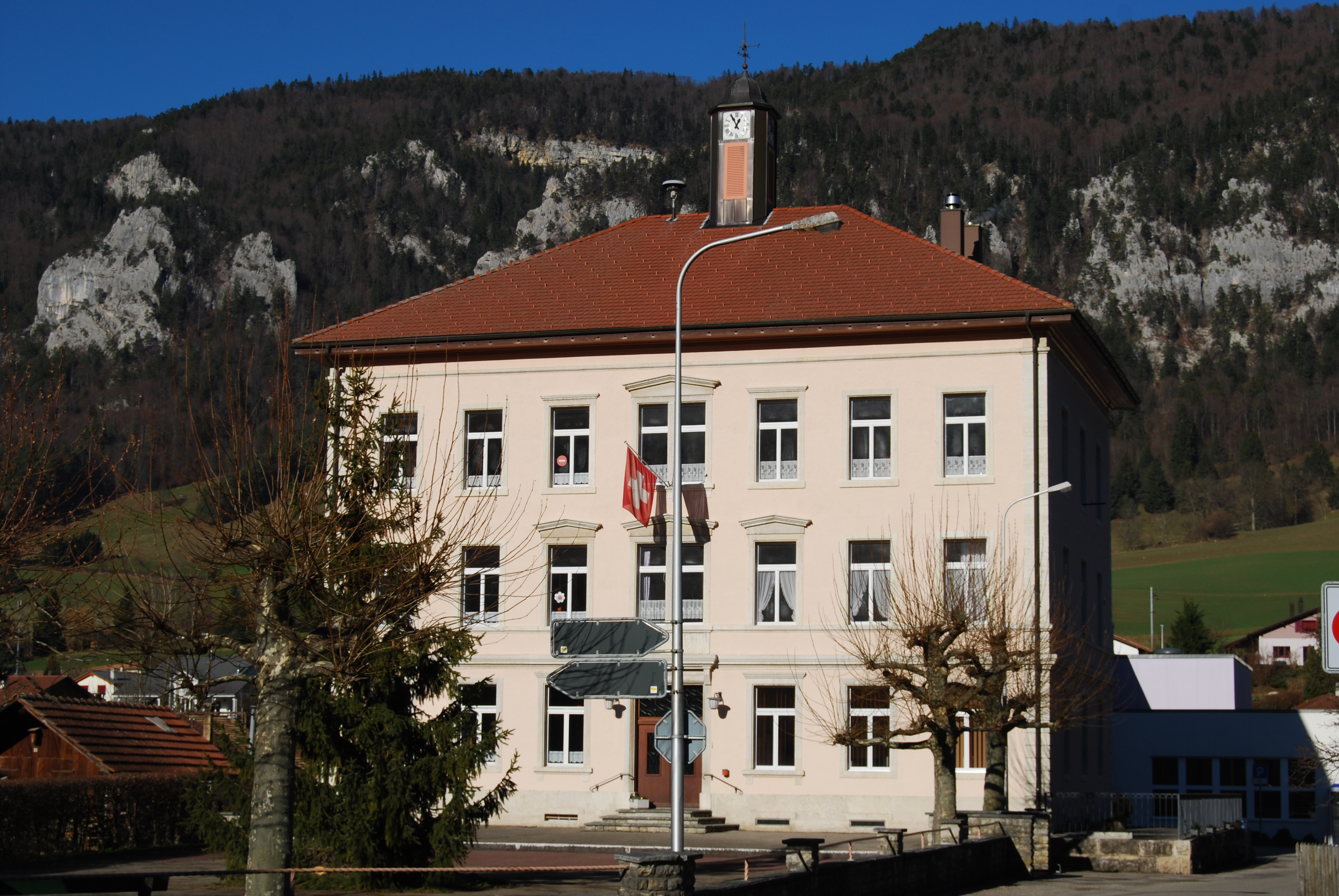
Alte Dorfschule
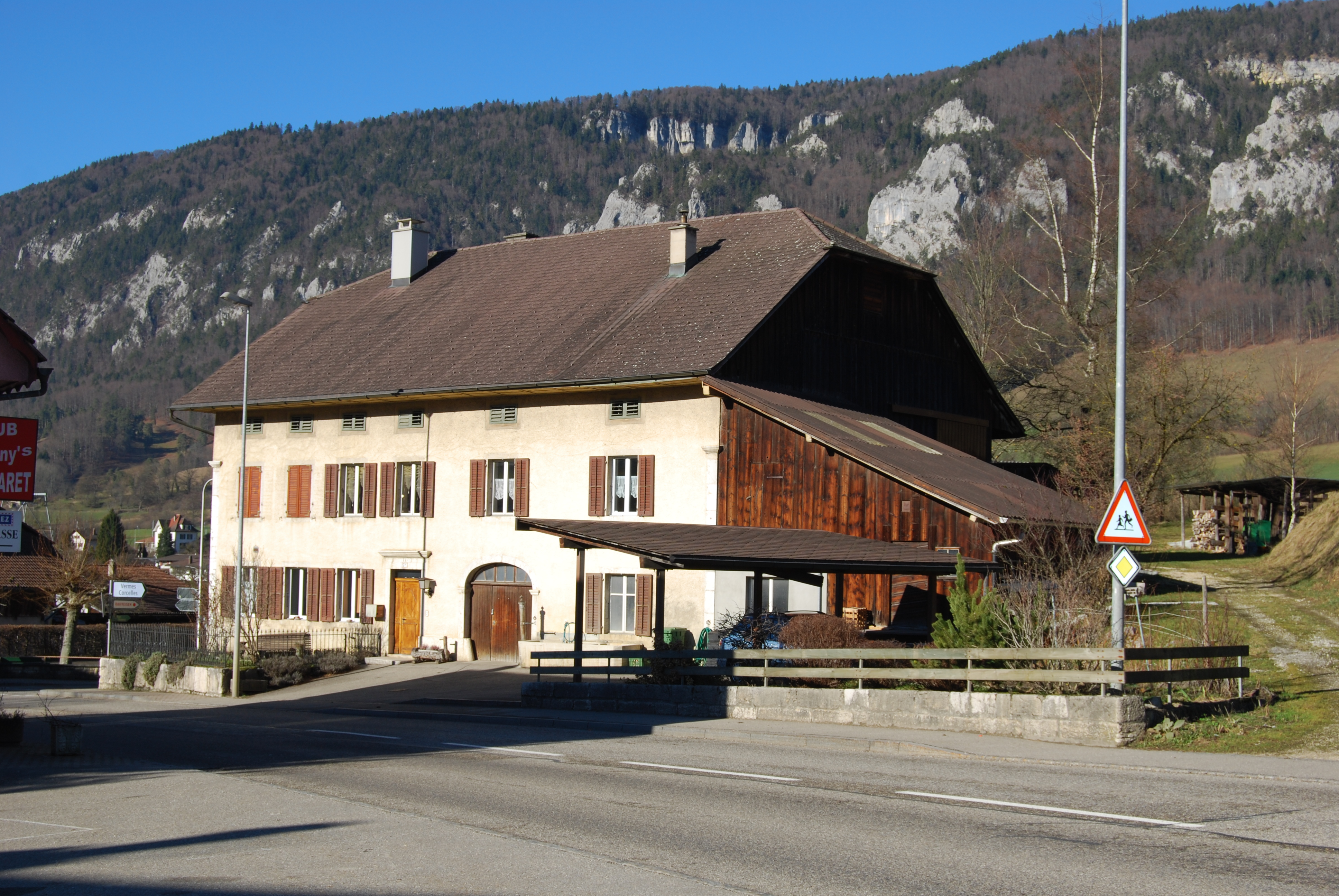
Bauernhaus
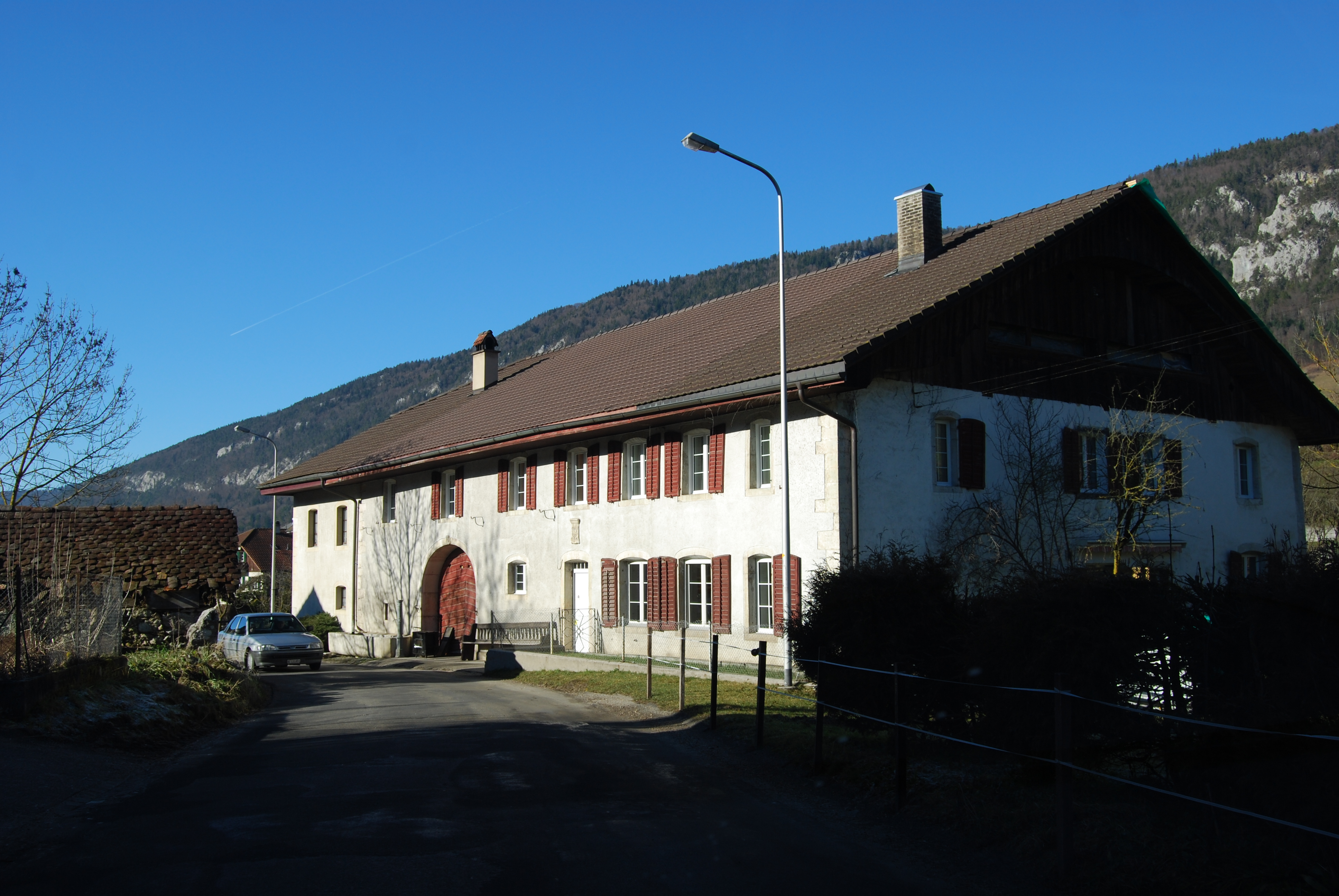
Wohnhaus in Crémines
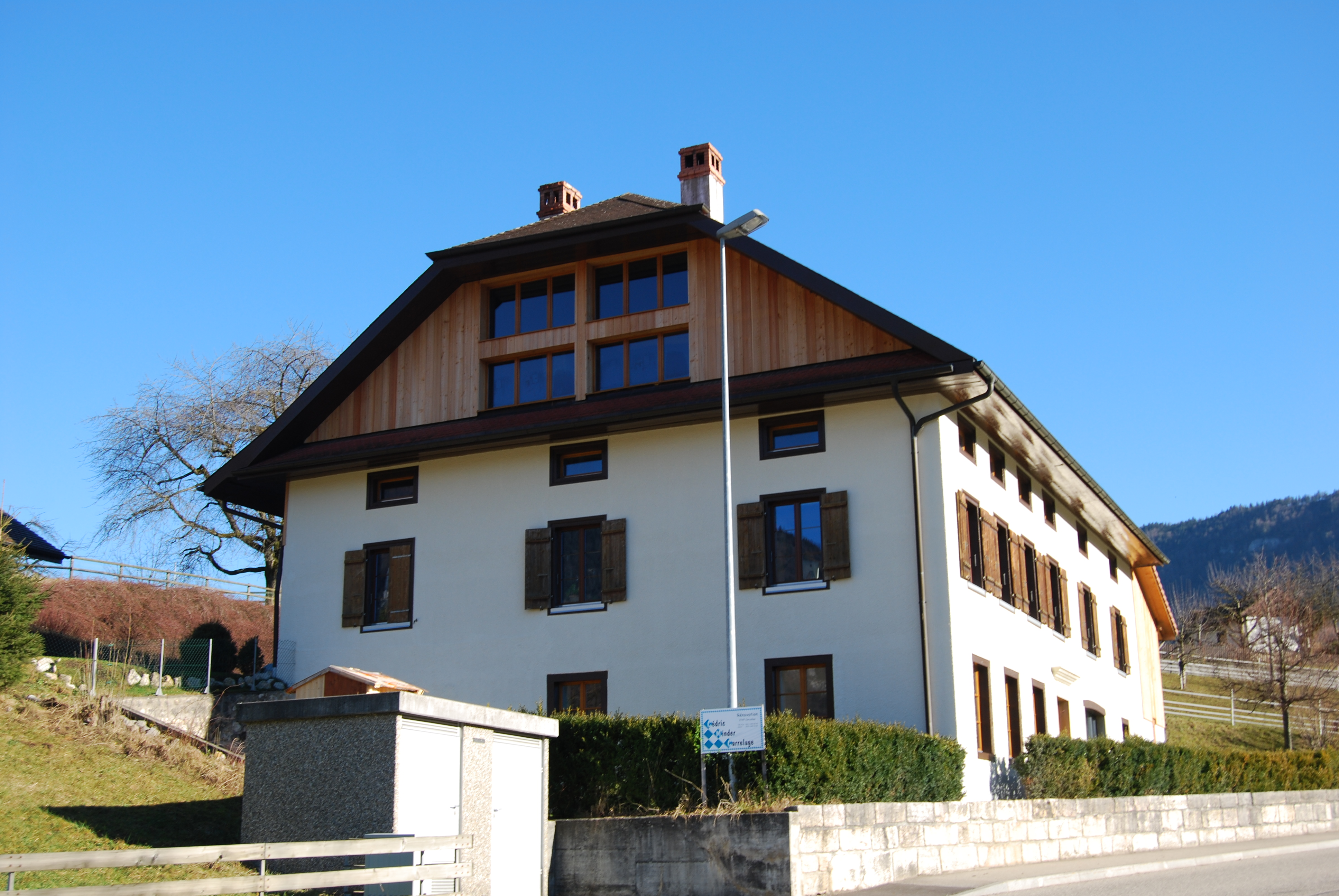
Renoviertes Wohnhaus
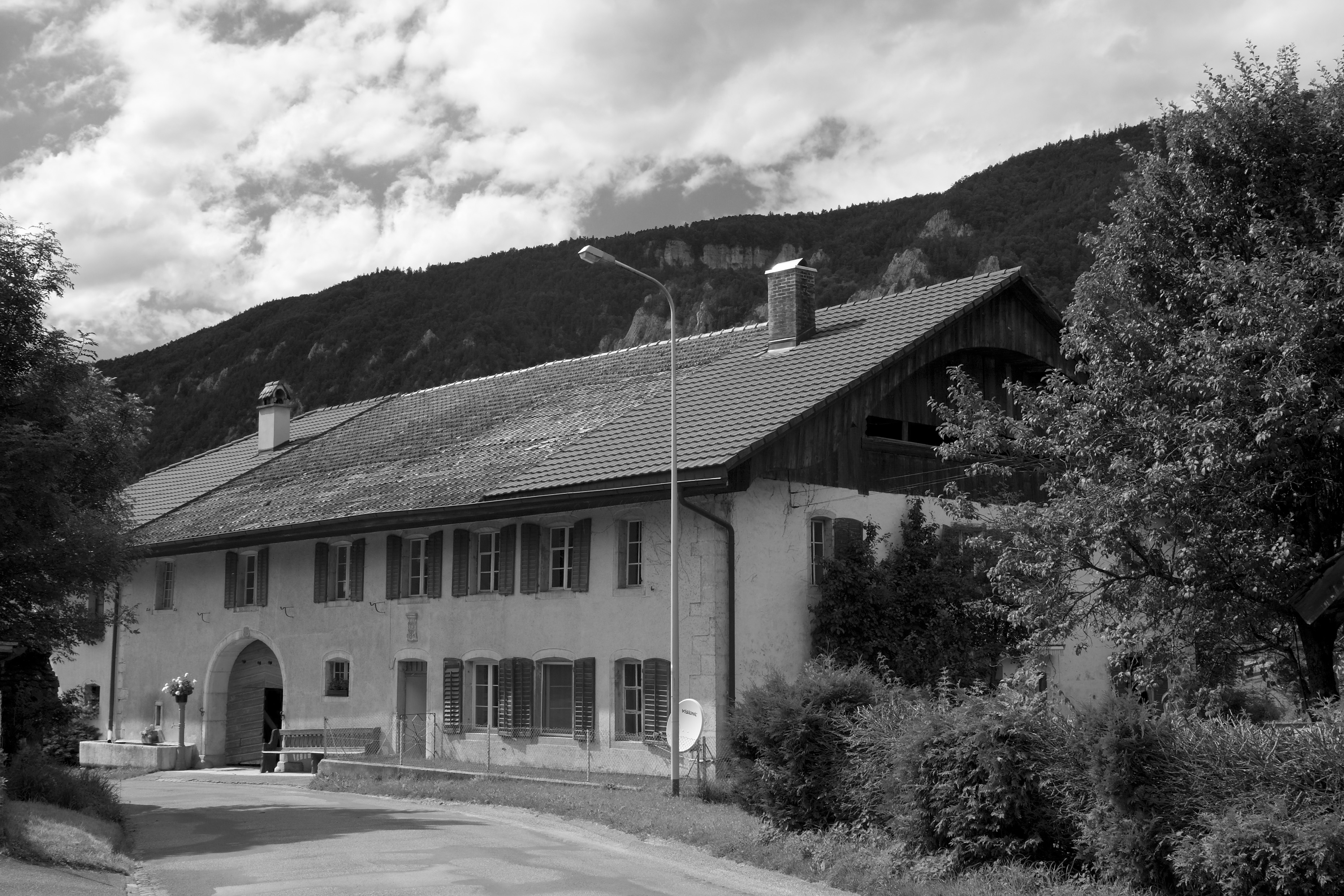
Typisches Wohnhaus in Crémines
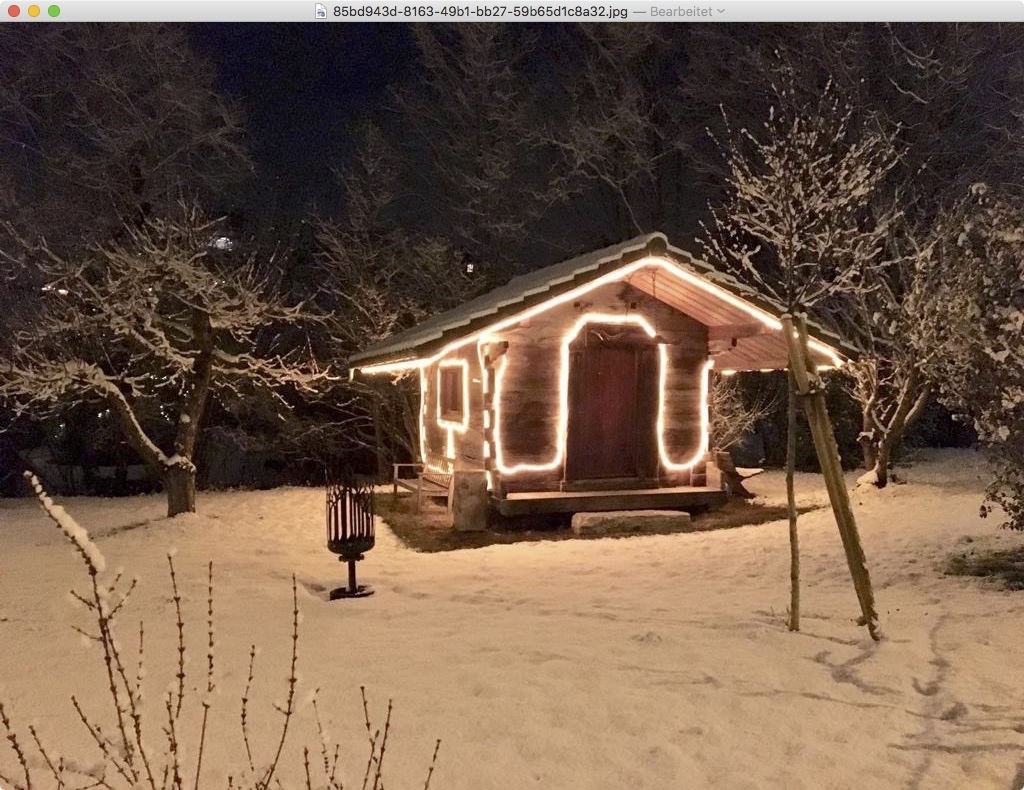
Typischer Speicher erste Hälfte 18. Jahrhundert in weihnachtlicher Beleuchtung.
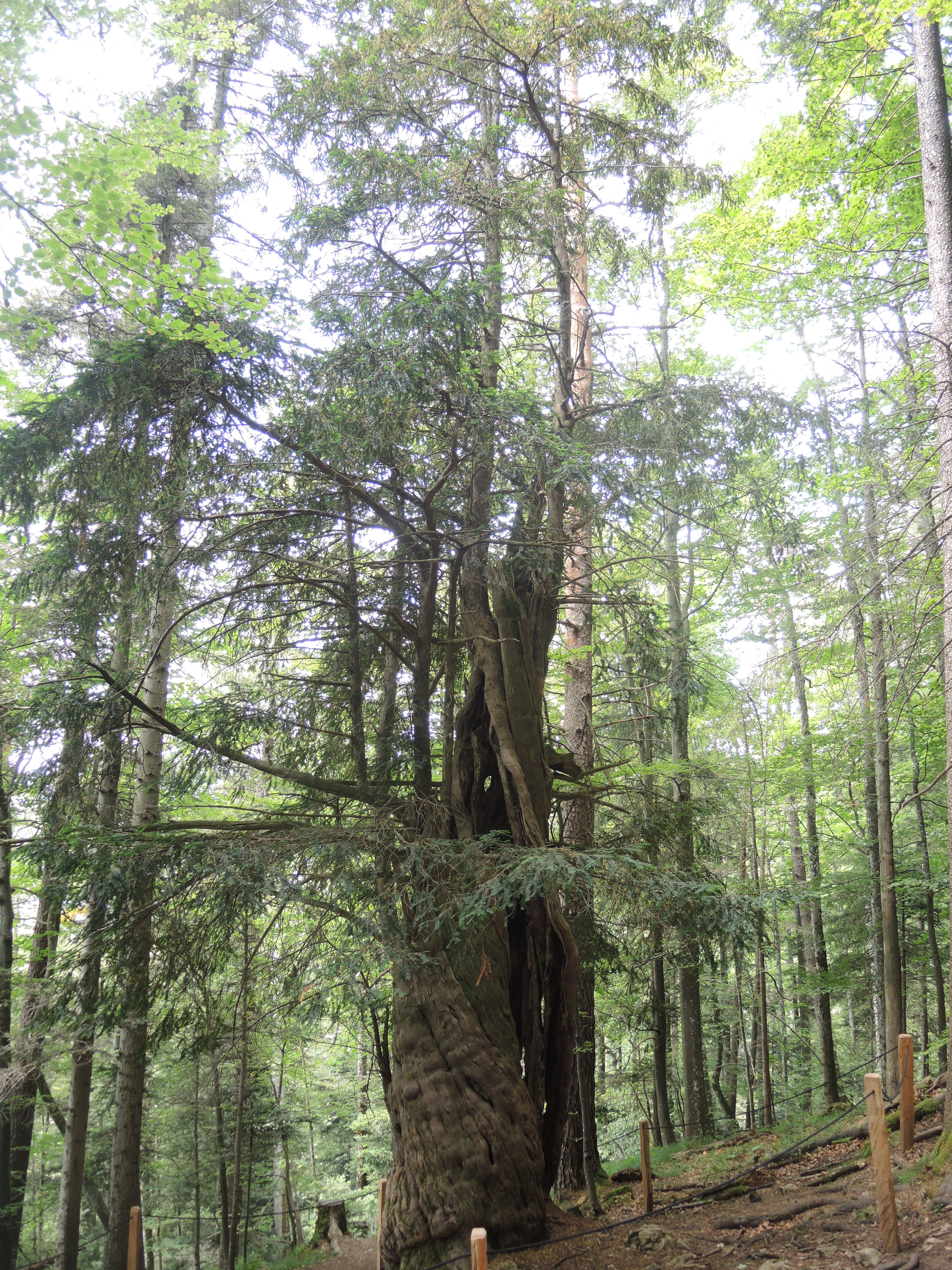
Alte Eibe

## Persönlichkeiten
- Samuel Gobat (1799–1879), evangelischer Bischof von Jerusalem